# Загава
Зага́ва (зогауа, самоназва — бері́) — ніло-сахарський народ у Центральній Африці.

## Територія проживання і чисельність
Загава, точніше зогауа — це екзонім, який народу дали араби і який є популярнішим за автонім (самоназву) бері́.

Розселення народу загава

Загава проживають у басейні р.Ховар на півночі Судану (провінція Дарфур, також частково Кордофан) і на сході Чаду (субпрефектура Iriba префектури Більтин та субпрефектура Еннеді префектури Борку-Еннеді-Тібесті).
Чисельність загава становить прибл. 180 тис. чол., в тому числі понад 100 тис. у Судані (дані на 1982 рік; внаслідок заворушень у Дарфурі в 1990-2000-х рр. кількість суданських загава істотно зменшилась) і 77 834 чол. у Чаді (1993, перепис), в тому числі 3 000 бідеятів.

## Спорідненість, мова і релігія
Загава спорідненні мовно з теда і даза (тубу), що проживають у Чаді, Нігері та Лівії, і канурі, які населяють Нігер і крайній північний-схід Нігерії.
Мова загава (має назву бері-аа), як і мови вище вказаних народів, належить до сахарської групи ніло-сахарської мовної родини; має діалектне членування — берті, бідеят. Серед загава, особливо в Судані, частим є явище білінгвізму (арабська як друга).
У релігійному відношенні більшість загава Судану — мусульмани-суніти, загава у Чаді дотримуються також традиційних культів.

## Історія
Історія народу загава доволі складна і подеколи трагічна — вони займають у культурному плані ніби проміжне місце між арабами і шарінільськими народами Судану. Таке становище має історичне підґрунтя — вже з ХІІІ ст. у часи існування імперії Канем-Борну, загава стали навертатись до ісламу. Відтоді загава Дарфуру відомі своєю побожністю.
Однак, ісламізація й арабізація загава має і негативний бік — у Суданському Дарфурі, який наприкінці ХХ ст. і в наш час є ареною кривавої міжетнічної ворожнечи, араби не визнають загава арабами, вважаючи їх африканцями, тоді як шарі-нільські повстанці борються з загава так само жорстко, як і з арабами, сприймаючи останніх за арабів.

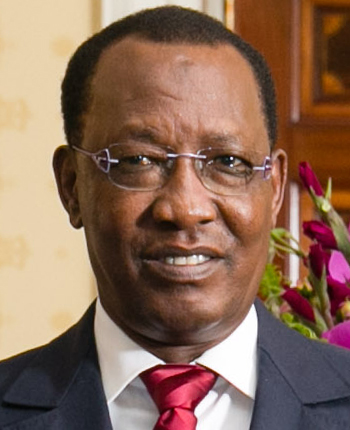
Президент Чаду (1990—2021) Ідріс Дебі

В результаті через етнічні чистки в Дарфурі, де загава є мішенню як для повстанців, так і для місцевої арабської міліції, а також самі беруть участь у діях відповідно обох протидіючих сторін, бл. 100 тис. чол. населення регіону, в тому числі і загава, є біженцями, які скупечені переважно по обидва боки судано-чадського кордону.
На противагу становищу в Судані, чадські загава є впливовим народом, навіть політично домінантним. Зокрема, чинний (з 1990 року) президент Чаду Ідріс Дебі, так само, як і деякі колишні прем'єри і низка теперішніх і минулих урядовців країни за етнічною приналежністю є загава.

## Господарство і соціальна організація
Традиційними заняттями у загава є скотарство (осіле і напівкочове) та землеробство.
За статевим розподілом праці чоловіки займаються скотарством (переважно вівці, також кози, віслюки), відгінне скотарство представлене розведенням верблюдів. Землеробство, як і ведення домашнього господарства, у загава є жіночою справою. Сільсько-господарськими культурами є: фоніо, ячмінь, пшениця, овочі, фінікова пальма тощо.
Серед ремесел розвитку набули виробництво шкіряних виробів (торбинки, взуття на кшталт сандалій, намиста зі скрученої шкіри тощо), килимарство, плетіння, ювелірна справа представлена виробництвом прикрас із міді та срібла.
У кочівників племінна соціальна організація. У осілих загава переважають родинні, сусідські і територіальні зв'язки, також на основі племінної структури.

## Матеріальна і духовна культура
Житло кочівників являє собою каркас із дерев'яних жердин з напнутим над ним круглим шатром, вкритим ковдрами, пальмовим листям; долівка встелена шкурами тварин.
У осідлих загава поселення здебільшого компактного типу, в яких переважають складені з необпаленої цегли будинки з пласкими дахами (арабо-нубійський тип).
Одяг у загава назагал широкий, білого кольору. У чоловіків — на зразок бурнуса, але полотняний і з широкими рукавами, у жінок — довгі широкі сукні з накидками.
Основа раціону загава — рослинна і молочна їжа.
У загава збереглися тотемічні вірування, культ предків і сил природи.
Розвинутий фольклор — танцювальний і усний (казки, легенди, міфи, прислів'я і приказки). Фольклор народу загава записували наприкінці 1950-х рр. у Чаді подружжя французьких етнографів Тубіана.

## Цікаві факти
- Порода овець, яку розводять люди загава, отримала назву так само загава.

- Найпоширенішим і найулюбленішим трикстером у фольклорі загава є шакал.

## Виноски
1. ↑  Інформація на Міжнародному сайті мов народів світу. Архів оригіналу за 19 листопада 2007. Процитовано 17 липня 2008. Інформація на Міжнародному сайті мов народів світу (англ.)
2. ↑  де Ваал А.(Alex de Waal) Великі заворушення у Дарфурі відкидають всі надії на легке розв'язання проблеми [Архівовано 27 вересня 2012 у Wayback Machine.] стаття, The Observer, за 25 липня 2004 року (англ.)
3. ↑  Пояснення до фото і саме фото[недоступне посилання з липня 2019] Ассошіейтед прес чоловіка загава на ім'я Ібрагім Салех (Saleh Ibrahim), який діє на боці повстанців
4. ↑   Полґрін Л. (Polgreen Lydia) Криза з біженцями зростає разом з тим, як Дарфурська війна перетинає кордон стаття, «Нью-Йорк Таймс», за 28 лютого 2006 року (англ.)